# Linda Partridge
Linda Partridge (née le 18 mars 1950 ) est une généticienne britannique, qui étudie la biologie et la génétique du vieillissement (biogérontologie) et des maladies liées à l'âge, telles que la maladie d'Alzheimer et la maladie de Parkinson. Partridge est professeur Weldon de biométrie à l'Institute of Healthy Aging, University College London, et directeur fondateur de l'Institut Max-Planck de biologie du vieillissement à Cologne, en Allemagne .

## Éducation
Partridge fait ses études à la Convent of the Sacred Heart School de Tunbridge Wells  et à l'Université d'Oxford dont elle obtient une maîtrise ès arts et un doctorat en philosophie.

## Carrière
Après avoir terminé son doctorat à l'Université d'Oxford, Partridge devient boursière postdoctorale du NERC à l'Université d'York et, en 1976, elle part à l'Université d'Édimbourg où elle est professeur de biologie évolutive. En 1994, elle part à l'University College de Londres (UCL) en tant que professeur Weldon de biométrie, et est directrice de l'Institute of Healthy Aging entre 2007 et 2019. En 2008, Partridge est directrice de la Max Planck Society et directrice fondatrice de l'Institut Max-Planck de biologie du vieillissement à Cologne, en Allemagne .
Partridge est élue Fellow de la Royal Society en 1996 et nommée Commandeur de l'Ordre de l'Empire britannique (CBE) en 2003. Son mari, Michael J. Morgan est également élu FRS en 2005. Elle est élue à l'Académie des sciences médicales en 2004  et reçoit la prestigieuse médaille Darwin-Wallace de la Linnean Society de Londres en 2008. En 2009, elle est nommée Dame Commandeur de l'Ordre de l'Empire britannique (DBE), et reçoit la Croonian Lecture de la Royal Society .
En mars 2009, l'UKRC annonce que Dame Linda est l'une des six femmes aux réalisations exceptionnelles dans les domaines de la science, de l'ingénierie et de la technologie .
Elle devient membre honoraire étranger de l'Académie américaine des arts et des sciences en 2010 .